# Analco de Ponciano Arriaga
Analco de Ponciano Arriaga är en ort i Mexiko.   Den ligger i kommunen San Salvador el Verde och delstaten Puebla, i den sydöstra delen av landet, 70 km öster om huvudstaden Mexico City. Analco de Ponciano Arriaga ligger 2 376 meter över havet och antalet invånare är 2 521.
Terrängen runt Analco de Ponciano Arriaga är kuperad åt nordväst, men åt sydost är den platt. Runt Analco de Ponciano Arriaga är det tätbefolkat, med 511 invånare per kvadratkilometer. Närmaste större samhälle är San Martin Texmelucan de Labastida, 6,8 km öster om Analco de Ponciano Arriaga. Omgivningarna runt Analco de Ponciano Arriaga är en mosaik av jordbruksmark och naturlig växtlighet.